# Донний газогенератор

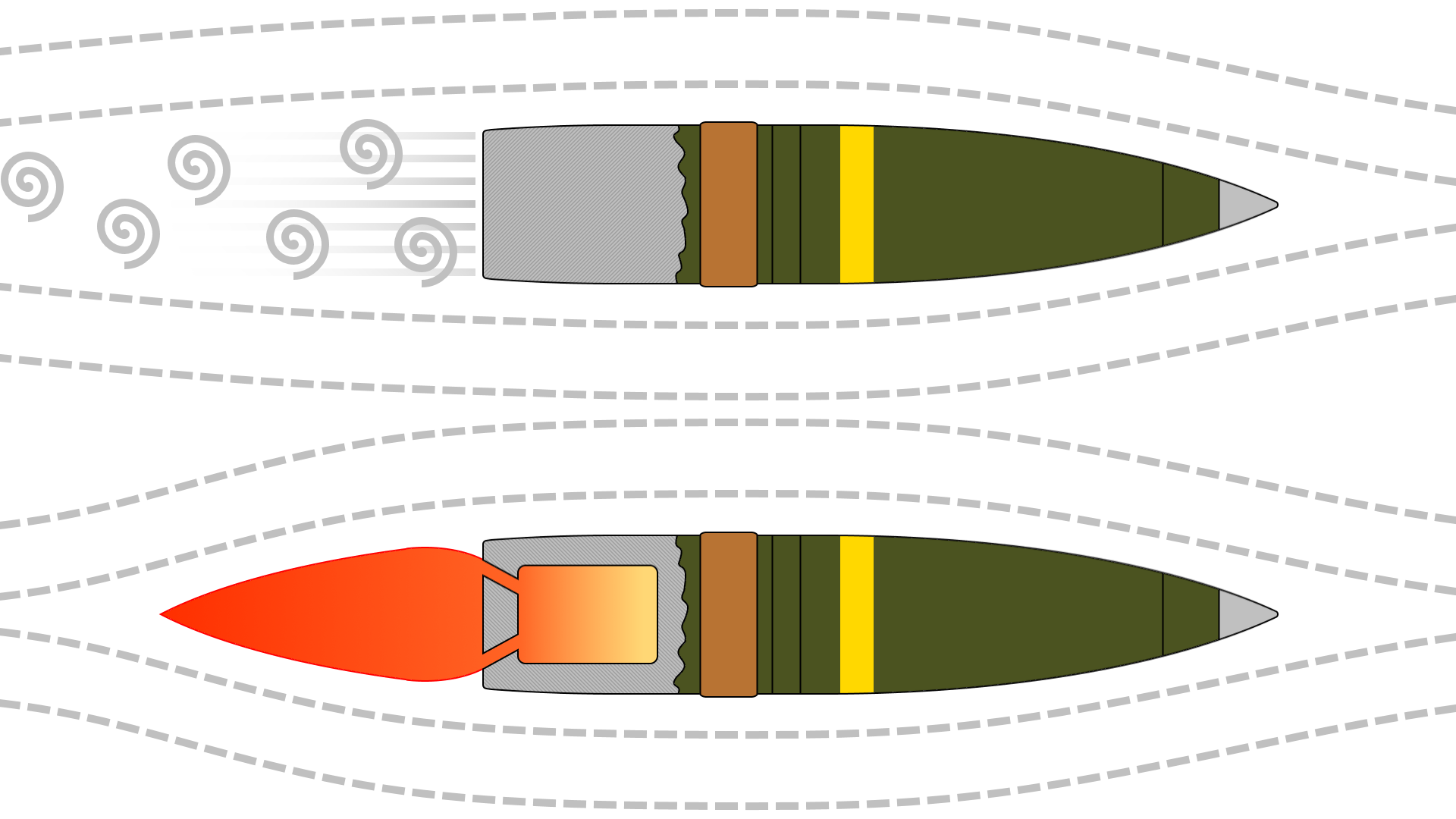
Спрощена схема артилерійського снаряда з донним газогенератором, що зменшує турбулентні вихори

Донний газогенератор — пристрій у задній частині деяких артилерійських снарядів, що забезпечує заповнення їхнього задонного простору газами, що дозволяє збільшити їхню дальність польоту на 20–35%.

## Принцип дії

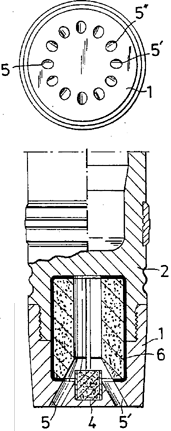
Схема донного газогенератора. Вгорі показана нижня частина корпусу та розташування сопел. Внизу — бічний розріз газового генератора.
1. корпус газогенератора
2. корпус снаряда
4. запальний капсуль газогенератора
5. сопла газогенератора

Найбільший опір повітря на артилерійський снаряд надає процес, що відбувається біля його носової частини - виштовхування повітря з його шляху і ударна хвиля що виникає на  надзвукових швидкостях. Шляхом вибору належної форми снаряда вдається мінімізувати лобовий опір.  Тим не менш, ще одним суттєвим джерелом аеродинамічного опору є область розрідженого повітря, що утворюється за донною частиною снаряда.  Однак цю частину аеродинамічного опору вже важко усунути тільки шляхом зміни форми снаряда, оскільки неможливо змінити суттєво гострий передній кінець снаряда і широкий плоский задній кінець, що сприймає тиск порохових газів при проходженні стволу зброї.
Одним із способів зменшення цього опору без подовження задньої частини оболонки снаряда є заповнення порожнини за дном снаряда газами.  Для цього в задню частину снаряда вбудовується газовиробний елемент.  Газовий генератор забезпечує невелику тягу, і, що важливіше, заповнює розріджений простір за снарядом пороховими газами, що значно знижує опір.  За рахунок зниження турбулентності потоку повітря також збільшується точність.  Недоліком є збільшення ціни снаряда і втрата у вазі заряду через установку газогенератора, але сучасні газогенератори менші за розміром і вбудовані в корпус снаряда.  Установка газогенератора не вважається доцільною для артсистем невеликої дальності, але для систем зі значною дальністю стрільби газогенератор дає істотний приріст дальності, що становить для різних калібрів від 5 до 15 км.  Снаряди з донним газогенератором, які слід відрізняти від активно-реактивних снарядів, набувають все більшого поширення в сучасних артилерійських системах.
Снаряди із донним газогенератором дозволяють збільшити дальність стрільби приблизно на 20–30 відсотків.  Наприклад, для типової зброї за стандартом НАТО дальність стрільби збільшується приблизно з 23 до 28,5 км.  Дальність стрільби самохідної артилерійської установки PzH 2000 була збільшена приблизно на 40 відсотків до 56 км за допомогою комбінованої системи з донного газогенератора та реактивної установки.

## Історія створення
Принцип був розроблений у Швеції в кінці 1960-х років, Шведським агентством оборонних досліджень і артилерійським бюро DMA.  Ціль проекту полягала в тому, щоб збільшити дальність стрільби берегової артилерії.  До 1966 року було зроблено висновок у тому, що невеликий, повільно палаючий заряд повинен знизити розрідження за донною частиною снаряда, отже, збільшити дальність у зв'язку з зменшенням опору.
Перші повномасштабні випробування проводились у 1969 році з модифікованими 10,5 см снарядами та дали відмінні результати.  Концепція була швидко реалізована у 7,5 см системах, що використовуються у берегових укріпленнях, а потім і всіх протикорабельних снарядах шведських ЗС.
Оскільки газовий генератор для 12 см зброї "sjömålsgranat м/70" був виготовлений компанією в США, класифікація "таємно" була виключена з патенту.  Невдовзі після цього, міжнародного права було продано «Корпорації космічних досліджень» (Space Research Corporation /SRC/)», що належала Джеральду Буллу.
На даний момент відомо, що донними газогенераторами оснащені 155-мм снаряд Excalibur (США), 155-мм снаряд Anti-tank Smart Munition (Корея), 155-мм снаряд WS-35B (Китай).